# Haou
Haou (ou Rhaou) est une localité du Cameroun située dans le département du Mayo-Tsanaga et la Région de l'Extrême-Nord, à la frontière avec le Nigeria, dans les monts Mandara. Elle fait partie de la commune de Mogodé et du canton de Mogodé rural.

## Population
En 1966-1967, Haou comptait 217 habitants, pour la plupart des Kapsiki.
Lors du recensement de 2005, elle en comptait 1 216.